# ماري دو فريسناي
ماري دو فريسناي، والتي تُعرف أيضًا باسم ماريا دو فريسناي (بالفرنسية: Marie Du Fresnay)‏ هي كاتبة فرنسية وُلدت عام 1809 وتُوفيت في عام 1892.
كانت ماري عشيقة أونوريه دي بلزاك والذي أنجبت منه ابنة، ماري كارولين دو فريسناي (من مواليد 4 يونيو 1834)، وهي الطفلة الوحيدة للمؤلف الفرنسي. كانت والدتها أديل دامينيو هي كاتبة مسرحية وروائية.
أنجب ماري أيضًا الفارس الفرنسي أنجي دو فريسناي، وصاحب الكاتب الفرنسي والمخرج السينمائي الصامت غاي دو فريسناي بالإضافة إلى الكاتب والفنان الفرنسي المعاصر فيليب دو فريسناي.
تأثرت حياتها برواية أونوريه دي بلزاك الأكثر شهرة أوجيني غراندي، والتي صورت جزء منها عائلتها التي كانت تعيش في ذلك الوقت في مدينة سارتروفيل الفرنسية.

## سيرتها الذاتية
دخل أونوريه دي بلزاك في عام 1833، كما كشف في رسالة إلى شقيقته في علاقة سرية مع ماري (الملقبة بـ«ماريا») دو فريسناي التي كانت في ذلك الوقت ذات 24 عامًا. كان زواجها من تشارلز أنطوان دو فريسناي، ابن تشارلز دو فريسناي، عمدة سارتروفيل السابق (الذي صُوِر على أنه «تشارلز غرانيت، ابن شقيق عمدة سومور السابق» في أوجيني غراندي) قرارًا فاشلًا منذ البداية لاختلاف السن بحوالي 23 سنة بينهما. في هذه الرسالة، يكشف بلزاك أن الشابة قد أتت لتخبره أنها حامل.
في عام 1834 بعد 8 أشهر من رسالة أونوريه دي بلزاك لأخته، ولدت ماري كارولين دو فريسناي.
في عام 1839، ظهرت في الطبعة الثانية من جائزة أونوريه دي بلزاك على رواية أوجيني غراندي تحت الاسم المستعار «ماريا»، والذي كان اسمها المستعار في دائرتها الاجتماعية. وُلد في ذلك العام أيضًا ابنها الثاني وطفلها الثالث، أنجي دو فريسناي.
في عام 1850، كانت ماري سترث تمثال للنحات الفرنسي فرانسوا جياردون من أونوريه دي بلزاك، الأمر الذي أكد شائعة أبوته. ومع ذلك لم يتم تأكيد الرابط إلا في عام 1946، عندما قال تشارلز دو فريسناي حفيد ماريا للصحافي الفرنسي والمؤرخ روجر بيروت أن لقب ماري كان «ماريا».